# 王君萍
王君萍（英語：Epsilon Wong Kwan Ping，1979年5月31日—），暱稱鴨仔，於2005年獲選香港最具潛質運動員獎項，在2008、2009及2011皆獲選香港十大傑出健身教練，2012年獲選香港工會聯合會傑出社區康體導師之卓越大獎，並於2013年獲選Life Fitness世界十大教練，2014年更獲選香港教練培訓委員會之香港優秀教練。她早年就讀聖公會基樂小學和順利天主教中學。2016淘大工業村迷你倉大火事件殉職消防隊目許志傑為她的小學同學。而演員李雨陽和趙樂賢亦是其同屆的小學畢業生。
自2004年王君萍贏得多屆香港女子健美錦標賽冠軍、亦連續多年贏得亞洲女子健美錦標賽及東亞健美錦標賽女子健美冠軍，於2010年在第四屆全國體育大會中贏得女子健美錦標賽二等獎，2013年更贏得女子國際健美錦標邀請賽冠軍。
王君萍以個人興趣 (健身及健美運動) 作為終生事業，於2008年創辦及成立ep-fitpro，致力提倡安全、優質和健康運動。至今已接近二十年經驗的私人健身及體適能教練，亦是多位名人、專業人士及藝人的健身教練。